# Juliaca dorsisignata
Juliaca dorsisignata är en insektsart som först beskrevs av Melichar 1951.  Juliaca dorsisignata ingår i släktet Juliaca och familjen dvärgstritar. Inga underarter finns listade i Catalogue of Life.